# Нерпа (підводний човен)
| «Нерпа»                    | «Нерпа»                                                                                     | «Нерпа»                                                                                     |
| -------------------------- | ------------------------------------------------------------------------------------------- | ------------------------------------------------------------------------------------------- |
| «Нєрпа»                    |                                                                                             |                                                                                             |
|                            |                                                                                             |                                                                                             |
|                            |                                                                                             |                                                                                             |
| Спуск на воду              | 15 серпня 1913                                                                              | 15 серпня 1913                                                                              |
| Виведений зі складу флоту  | 3 листопада 1929                                                                            | 3 листопада 1929                                                                            |
| Проєкт                     |                                                                                             |                                                                                             |
| Основні характеристики     |                                                                                             |                                                                                             |
| Швидкість (надводна)       | 11 вузлів                                                                                   | 11 вузлів                                                                                   |
| Швидкість (підводна)       | 9,0 вузлів                                                                                  | 9,0 вузлів                                                                                  |
| Гранична глибина занурення | до 50 м.                                                                                    | до 50 м.                                                                                    |
| Екіпаж                     | 45 осіб                                                                                     | 45 осіб                                                                                     |
| Розміри                    |                                                                                             |                                                                                             |
| Довжина найбільша (по КВЛ) | 64,4 м                                                                                      | 64,4 м                                                                                      |
| Ширина корпусу найб.       | 4,42 м                                                                                      | 4,42 м                                                                                      |
| Середня осадка (по КВЛ)    | 3,96 м                                                                                      | 3,96 м                                                                                      |
| Водотоннажність надводна   | 642 т                                                                                       | 642 т                                                                                       |
| Озброєння                  |                                                                                             |                                                                                             |
| Артилерія                  | 2 75-мм гармати, 1 37-мм гармата                                                            | 2 75-мм гармати, 1 37-мм гармата                                                            |
| Торпедно- мінне озброєння  | 2 носових + 2 кормових 457-мм торпедних апарати, 8 457-мм апаратів Джевецького (до 1922 р.) | 2 носових + 2 кормових 457-мм торпедних апарати, 8 457-мм апаратів Джевецького (до 1922 р.) |

Підводний човен «Нерпа» — належить до підводних човнів типу «Морж». Роки служби — 1911—1930.

## Історія підводного човна
Підводний човен «Нерпа» був закладений 25.06.1911 р. відділенням Балтійського заводу в Миколаєві та 11 жовтня 1911 р., зарахований в списки кораблів Чорноморського Флоту, спущений на воду 15 серпня 1913 р., випробування закінчились 30 грудня 1914. Став у стрій 26.02.1915 р.
Підводний човен брав участь у 1-й світовій війні: пошукові дії на комунікаціях противника біля берегів Туреччини, несення розвідувальної і позиційної служби на вході в протоку Босфор, наведення і прикриття головних сил флоту, навігаційне забезпечення мінно-загороджувальних дій; знищив 2 пароплава і 6 вітрильників.
З літа 1917 року перебуваючи в капітальному ремонті в Миколаєві та 14.01.1918 р. увійшов до складу Червоного Чорноморського флоту, але 17.03.1918 р. був захоплений австро-німецькими окупантами, а 09.12.1918 р. — англо-французькими інтервентами. 14.03.1919 р. був звільнений частинами радянського Українського фронту, але 17.08.1919 р. захоплений білогвардійцями, а 31.01.1920.р відбитий у них частинами Робітничо-Селянської Червоної Армії при звільненні Миколаєва.
1 жовтня 1921p р. перейменований в підводний човен № 20. По закінченні відновного ремонту 3 червня 1922 р. введена до складу Морських Сил Чорного Моря.
31.12.1922 р. присвоєно назву «Політрук».
25.01.1923 р. почесним моряком в списки екіпажу підводного човна зарахований командувач Збройними Силами України і Криму М. В. Фрунзе. У 1925—1926 р.р. човен пройшов капітальний ремонт.
03.11.1929 р. виведений з бойового складу, роззброєний і переданий в Головний військовий порт Морських Сил Чорного Моря на зберігання, а 03.11.1930 р. роззброєний і виключений зі складу Робітничо-Селянського Червоного флоту у зв'язку зі здачею до Севастопольського військовому порту для демонтажу та реалізації.
Згодом корпус підводного човна до початку Німецько-радянської війни знаходився в розпорядженні Чорноморської Експедиції підводних робіт особливого призначення (ЕПРОН) і використовувався як навчальний засіб при тренувальних спусках водолазів.